# Plawangan (Bongas)
Plawangan is een bestuurslaag in het regentschap Indramayu van de provincie West-Java, Indonesië. Plawangan telt 2189 inwoners (volkstelling 2010).